# Passanant i Belltall
Passanant i Belltall – gmina w Hiszpanii, w prowincji Tarragona, w Katalonii, o powierzchni 27,35 km². W 2011 roku gmina liczyła 161 mieszkańców.